# Алаш (Мактааральський район)
Ала́ш (каз. Алаш) — село у складі Мактааральського району Туркестанської області Казахстану. Входить до складу Іржарського сільського округу.
До 2000 року село називалось Побєда.
Населення — 1563 особи (2021; 1367 у 2009, 991 у 1999, 947 у 1989).